# Последняя миссия
«После́дняя ми́ссия» (англ. Attrition) — боевик совместного производства Таиланда, Гонконга, Великобритании и США. Премьера состоялась 24 сентября 2018 года.

## Сюжет
Главарь крупного преступного синдиката похищает тайскую девушку. Чтобы прийти ей на помощь и спасти её бывший спецназовец собирает команду своих прежних сослуживцев.

## В ролях
| Актёр              | Роль     |
| ------------------ | -------- |
| Стивен Сигал       | Акс      |
| Руди Янгблад       | Инфидел  |
| Луис Фань          |          |
| Витхая Пансрингарм | отец Вая |
| Джеймс Беннетт     | Скаркроу |
| Сергей Бадюк       | Голливуд |
| Иго Микитас        | Дормэн   |
| Юй Кан             | Кюмом    |
| Чарли Юн           | Клав Ма  |